# 富屋誠一郎
富屋 誠一郎（とみや せいいちろう、1958年3月1日 - ）は、日本の財務官僚。財務省理財局次長や大阪国税局長、国土交通省政策統括官等を経て、SBJ銀行代表取締役社長。

## 人物・経歴
愛知県出身。愛知県立瑞陵高等学校から東京大学文科一類に入学。1981年 東京大学法学部第3類（政治コース）卒業、大蔵省入省。大臣官房文書課配属。大蔵省主計局総務課調査主任。大蔵省主計局総務課企画係長。1986年7月 高山税務署長。1987年7月 大蔵省銀行局総務課長補佐。1993年 大蔵省主計局主計局補佐（運輸第一、二、三係）。1998年5月6日 外務省在スペイン大使館参事官。2001年7月 人事院事務総局勤務条件局給与第二課長。2007年7月10日 財務省大臣官房政策金融課長。2008年7月4日 広島国税局長。2009年 国税庁長官官房国税審議官（酒税等担当）。2011年7月12日 財務省理財局次長（理財担当）。2012年8月22日 大阪国税局長。2013年 内閣官房地域活性化統合事務局長代理。2015年 内閣府本府地方創生推進室室長代理。同年7月31日 国土交通省政策統括官。2016年6月21日 財務省大臣官房付、退官、株式会社SBJ銀行顧問。2017年1月 株式会社SBJ銀行代表取締役社長。
富屋誠一郎は、株式会社SBJ銀行への財務省からの天下り。